# Разбєгаєво (Ленінградська область)
Разбєгаєво (рос. Разбегаево) — присілок у Ломоносовському районі Ленінградської області Російської Федерації.
Населення становить 1578 осіб. Належить до муніципального утворення Горбунковське сільське поселення.

## Географія
Населений пункт розташований на західній околиці міста Санкт-Петербурга.

## Історія
Населений пункт розташований на історичній землі Іжорія.
Згідно із законом від 24 грудня 2004 року № 117-оз належить до муніципального утворення Горбунковське сільське поселення.

## Населення
| 1862 | 1997  | 2007  | 2010  | 2012  | 2015  |
| ---- | ----- | ----- | ----- | ----- | ----- |
| 28   | ↗1730 | ↘1663 | ↗1810 | ↘1665 | ↘1578 |